# Thalerastria diaphora
Thalerastria diaphora là một loài bướm đêm trong họ Noctuidae.